# جون جی یون
جون جی یون (به انگلیسی: Jeon Ji-yoon)(زاده ۱۵ اکتبر ۱۹۹۰) خواننده، ترانه‌سرا، بازیگر اهل کره جنوبی است.